# Amy (film)
Amy är en brittisk dokumentärfilm från 2015 i regi av Asif Kapadia, om och med sångerskan Amy Winehouse.
Filmen visades första gången på Cannes filmfestival våren 2015. Under sin första helg på bio i Storbritannien drog filmen in över 800 000 pund och blev därmed den mest framgångsrika inhemska dokumentären någonsin.
Handlingen kretsar kring Amy Winehouses liv och framförallt hennes död, hur det kunde hända och varför. Filmen följer Amy Winehouse från barndom fram till hennes död av alkoholförgiftning 23 juli 2011. I dokumentären tacklar Winehouse ätstörningar, depressioner och framförallt hennes svåra relation till sin pappa samt till exmaken Blake Fielder-Civil. I filmen medverkar också barndomsvänner till Winehouse och hennes första manager. Målet med filmen var enligt regissören Kapadia att visa vem Amy Winehouse var innan drogerna, att helt enkelt ge henne återupprättelse och visa hennes begåvning.
Filmen vann pris för bästa dokumentär på Oscarsgalan 2015. Vinsten var Kapadias första Oscarsstatyett.